# Patrimoni dell'umanità della Libia
I patrimoni dell'umanità della Libia sono i siti dichiarati dall'UNESCO come patrimonio dell'umanità in Libia, che è divenuta parte contraente della Convenzione sul patrimonio dell'umanità il 13 ottobre 1978.
Al 2022 i siti iscritti nella Lista dei patrimoni dell'umanità sono cinque, mentre tre sono le candidature per nuove iscrizioni. I primi tre siti iscritti nella lista sono stati nel 1982 i siti archeologici di Cirene, Leptis Magna e Sabratha, durante la sesta sessione del comitato del patrimonio mondiale. Tre anni dopo, nella nona sessione, i siti di arte rupestre del Tadrart Acacus sono divenuti il quarto sito libico riconosciuto dall'UNESCO. Il quinto e più recente patrimonio è stata la città vecchia di Gadames, aggiunta nel 1986. Tutti i siti sono considerati culturali, secondo i criteri di selezione. Tutti i cinque siti sono stati iscritti nella Lista dei patrimoni dell'umanità in pericolo dalla XL sessione del Comitato per il patrimonio dell'umanità, il 14 luglio 2016, a causa del perdurare del conflitto in Libia, ma uno, la città vecchia di Gadames, ne è stato rimosso nel 2025.

## Siti del Patrimonio mondiale
| Foto | Sito                                     | Luogo             | Tipo                         | Anno | Descrizione |
| ---- | ---------------------------------------- | ----------------- | ---------------------------- | ---- | --- |
|      | Sito archeologico di Leptis Magna        | Homs              | Culturale (183; i, ii, iii)  | 1982 | Leptis Magna fu ampliata e abbellita da Settimio Severo, che vi nacque e in seguito divenne imperatore. Fu una delle città più belle dell'Impero romano, con i suoi imponenti monumenti pubblici, il porto, la piazza del mercato, i magazzini, i negozi e i quartieri residenziali. |
|      | Sito archeologico di Sabratha            | Sabrata           | Culturale (184; iii)         | 1982 | Emporio commerciale fenicio che fungeva da sbocco per i prodotti dell'entroterra africano, Sabratha faceva parte del regno numidico di Massinissa di breve durata prima di essere romanizzata e ricostruita nel II e III secolo d.C.. |
|      | Sito archeologico di Cirene              | Shahhat           | Culturale (190; ii, iii, vi) | 1982 | Colonia dei Greci di Thera, Cirene fu una delle principali città del mondo ellenico. Fu romanizzata e rimase una grande capitale fino al terremoto del 365. Mille anni di storia sono scritti nelle sue rovine, famose fin dal XVIII secolo. |
|      | Siti di arte rupestre del Tadrart Acacus | Distretto di Ghat | Culturale (287; iii)         | 1985 | Ai confini del Tassili n'Ajjer in Algeria, anch'esso patrimonio dell'umanità, questo massiccio roccioso ospita migliaia di pitture rupestri in stili molto diversi, risalenti al lungo periodo tra il 12 000 a.C. e il 100 d.C. Esse riflettono marcati cambiamenti nella fauna e nella flora, ma anche nei diversi modi di vita delle popolazioni che si sono succedute in questa regione del Sahara.                                                                                              |
|      | Città vecchia di Gadames                 | Gadames           | Culturale (362; v)           | 1986 | Gadames, conosciuta come "la perla del deserto", sorge in un'oasi; è una delle più antiche città pre-sahariane e un eccezionale esempio di insediamento tradizionale. La sua architettura domestica è caratterizzata da una divisione verticale delle funzioni: il piano terra adibito a magazzino delle provviste, poi un altro piano per la famiglia, stretti vicoli coperti che creano quella che è quasi una rete di passaggi sotterranei e, in alto, terrazze all'aperto riservate alle donne. |

## Siti candidati
| Foto | Sito                           | Luogo                 | Tipo                          | Anno       | Descrizione |
| ---- | ------------------------------ | --------------------- | ----------------------------- | ---------- | --- |
|      | Sito archeologico di Ghirza    | Distretto di Misurata | Culturale (6486; ii, iii)     | 20/07/2020 | Ghirza è un sito di frontiera situato nella regione pre-desertica della Tripolitania. Il sito è costituito da un gruppo di circa 40 strutture che vanno da piccoli edifici di una stanza a grandi fortificazioni, un tempio e due necropoli con mausolei riccamente decorati in bugnato. Ogni necropoli contiene un monumento la cui funzione è ancora sconosciuta e che potrebbe indicare le due principali famiglie di Ghirza. Questa concentrazione di mausolei rispetto ad altri insediamenti predesertici sembra indicare Ghirza come centro privilegiato con interazioni significative con i maggiori insediamenti costieri. |
|      | Sito archeologico di Tolemaide | Tolmeita              | Culturale (6487; ii, iii, iv) | 20/07/2020 | Tolemaide era una delle cinque città principali (la Pentapoli) della Cirenaica. Il sito contiene edifici pubblici e privati di grande importanza architettonica ben conservati: gli scavi hanno portato alla luce una ricchezza di testimonianze materiali che mostrano la sua lunga prosperità come centro urbano, inclusi mosaici eccezionali, sculture in pietra (statue, rilievi, sarcofagi), iscrizioni, monete e ceramiche. Il sito archeologico di Tolemaide è un esempio unico delle ultime tendenze nell'urbanistica greca: sin dalla sua fondazione, Tolemaide doveva essere una città grandiosa e influente sotto il patrocinio reale dei Tolomei. |
|      | Grotta di Haua Fteah           | Susa                  | Culturale (6488; iii, iv, v)  | 20/07/2020 | La grotta di Haua Fteah contiene testimonianze uniche in Nord Africa e nella regione mediterranea della mutevole adattabilità della nostra specie ai cambiamenti climatici negli ultimi 150 000 anni e un patrimonio culturale unico e di lunga durata della nostra specie che non ha rivali. La profonda documentazione di artefatti della grotta di Haua Fteah fornisce una ricca evidenza delle tre fasi più significative della preistoria della nostra specie in Nord Africa Africa: la colonizzazione iniziale della regione da parte delle popolazioni di Homo sapiens con tecnologie di schegge dell'età della pietra media 130 000 anni fa; l'evoluzione delle tecnologie delle schegge nelle tecnologie delle lame della tarda età della pietra circa 40 000 anni fa; e gli inizi dell'agricoltura in Nord Africa 10 000-7000 anni fa. |